# Amoklauf in Lewiston 2023
Der Amoklauf in Lewiston war eine Massenschießerei  am Abend des 25. Oktober 2023 an zwei Tatorten im US-amerikanischen Bundesstaat Maine mit 18 Todesopfern und 13 Verletzten. Der Verdächtige wurde am 27. Oktober 2023 in einem Waldstück tot aufgefunden.
Der Amoklauf in Lewiston ist nach Angaben des Gun Violence Archive die 565. Massenschießerei im Jahr 2023 in den Vereinigten Staaten und die mit den meisten Todesopfern.

## Amoklauf
Um ca. 19:15 Uhr Ortszeit trafen Polizei, Feuerwehr und Rettungskräfte bei Sparetime Recreation, einem Familienrestaurant und einer Bowlingbahn, ein, nachdem Schüsse gemeldet worden waren. Kurz darauf wurde eine zweite Schießerei in Schemengees Bar & Grille Restaurant gemeldet, etwa sechs Kilometer vom ersten Tatort entfernt. In einem Walmart-Vertriebszentrum in der Gegend wurden Schüsse gemeldet, aber nach Angaben des Unternehmens kam es dort nicht zu einer Schießerei.
Das Androscoggin County Sheriff’s Office und die Maine State Police warnten die Anwohner gegen 20 Uhr vor einem aktiven Schützen. Das Sheriff’s Office veröffentlichte Bilder des Schützen, der ein halbautomatisches Gewehr benutzt hatte.

### Opfer
Nachdem Medien zunächst von höheren Opferzahlen ausgegangen waren, bestätigte die Polizei des Bundesstaates Maine am Folgetag des Amoklaufs, dass es 18 Tote und 13 Verletzte gegeben habe. Einige der Verletzungen wurden durch eine Massenpanik verursacht. In der Bowlinghalle kamen nach Polizeiangaben vom Abend des 25. Oktober sieben Menschen, eine Frau und sechs Männer, ums Leben. Bei der anschließenden Attacke auf das Grillrestaurant Schemengees wurden acht weitere Männer erschossen. Zudem starben drei von zunächst 16 Verletzten im Krankenhaus.

## Folgen
In Lewiston wurde eine Notunterkunft eingerichtet und die Schulen wurden geschlossen. Die Nachbarstadt Auburn erließ eine eigene „Shelter-in-place“-Anordnung, bei der die Bevölkerung aufgefordert wird, das eigene Haus auf keinen Fall zu verlassen und auch keine öffentlichen Notunterkünfte aufzusuchen, und eine zusätzliche Anordnung zur Schließung von Unternehmen. Der Unterricht am Central Maine Community College und an den Schulen des Lewiston Public Schools Distrikts fiel am folgenden Tag aus. Die „Shelter-in-place“-Anordnung wurde am Freitagabend, 27. Oktober 2023 kurz vor dem Fund der Leiche des Verdächtigen wieder aufgehoben.

## Ermittlungen
Das Federal Bureau of Investigation (FBI) und das Bureau of Alcohol, Tobacco, Firearms and Explosives (ATF) unterstützen die lokalen Behörden.

## Verdächtiger
Eine Person wurde zunächst von der Polizei überprüft, dann aber nicht als Verdächtiger bezeichnet. Nach Angaben des Sheriffbüros war der Täter auf freiem Fuß und galt als „bewaffnet und gefährlich“. Das Sheriffbüro veröffentlichte Bilder der besagten Person, eines weißen Mannes. Auch Bilder eines weißen Subaru Outback Baujahr 2013, der mit dem Amoklauf in Verbindung gebracht wird, wurden veröffentlicht, um die Person zu identifizieren. Laut einem Bulletin der Staatspolizei handelte es sich bei der gesuchten Person um Robert C. Card, einen 40-jährigen, vom Militär ausgebildeten Schusswaffenausbilder, der im Sommer 2023 für zwei Wochen in eine psychiatrische Einrichtung eingewiesen worden war. Das gesuchte Fahrzeug befand sich in Lisbon. Die US Army gab in der Folge bekannt, dass Card nicht als Schusswaffenausbilder ausgebildet wurde und nicht in dieser Eigenschaft für die Armee gedient habe. Der Verdächtige wurde am Abend des 27. Oktober 2023 in einem Waldstück etwa zehn Kilometer vom Tatort entfernt tot aufgefunden.

## Reaktionen
Präsident Joe Biden wurde über die Schießerei informiert, während er ein Staatsbankett im Weißen Haus für den australischen Premierminister Anthony Albanese gab. Er verließ das Abendessen, um sich mit seinen Beratern zu treffen, und rief mehrere Abgeordnete aus Maine an, um ihnen die volle Unterstützung des Bundes anzubieten. Am 26. Oktober ordnete Biden in einer Proklamation an, als „Zeichen des Respekts für die Opfer der sinnlosen Gewalttaten“ die Flaggen auf halbmast zu senken.
Mike Johnson, der am Tag des Amoklaufs neu gewählte Sprecher des Repräsentantenhauses, sagte zu dem Amoklauf: „[…] Wir haben eine Menge Probleme und wir sind wirklich hoffnungsvoll und beten. Das Gebet ist in einer Zeit wie dieser angebracht, damit das Böse ein Ende hat und diese sinnlose Gewalt aufhört, und so lautet die Erklärung heute Morgen im Namen des gesamten Repräsentantenhauses. Wir alle wollen, dass dies ein Ende hat, und dabei möchte ich es belassen.“ Diese Aussage wurde von liberalen Medien und Politikern heftig kritisiert. So erwiderte Gavin Newsom, Gouverneur von Kalifornien: „Der neue Sprecher schlägt vor, dass wir die Waffengewalt einfach wegbeten. Das war’s.“